# Adare Chess Club
Adare Chess Club – irlandzki klub szachowy z siedzibą w Adare, pięciokrotny mistrz kraju.

## Historia
Klub w pierwotnej wersji funkcjonował na przełomie lat 50. i 60. pod zarządem Johna Reida, dwukrotnego mistrza Irlandii. W pierwszej połowie lat 70. klub prowadził John Alfred, który zrezygnował z tego zajęcia po ukończeniu studiów i przeprowadzce do Galway. Klub został reaktywowany w 2002 roku przez Johna Alfreda i początkowo koncentrował się na szkoleniu juniorów. W 2009 roku powołano drużynę seniorską. W latach 2011–2015 pięciokrotnie z rzędu klub zdobył National Club Championship. Adare Chess Club kilkukrotnie uczestniczył także w Pucharze Europy, debiutując w 2011 roku, kiedy to zajął 54. miejsce, odnosząc dwa zwycięstwa (z K41 i Veleçiku Koplik). W 2013 roku zespół zajął 46. miejsce, w sezonie 2014 – 45., a w 2015 – 50., ostatnie. W 2017 roku Adare Chess Club zajął 34. miejsce w Pucharze Europy.